# Urbano Barberini (Schauspieler)

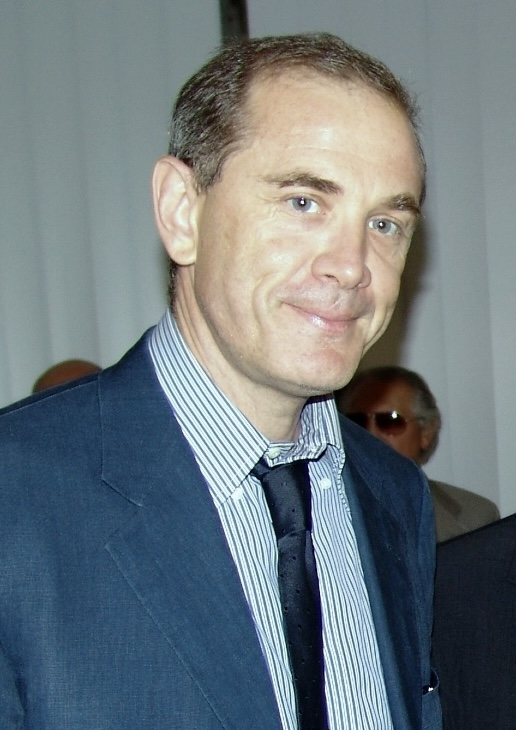
Urbano Barberini (2009)

Urbano Barberini (* 18. September 1961 in Rom) ist ein italienischer Schauspieler.

## Leben
Barberini, der aus Rom stammt, ist ein Sohn von Alberto Riario Sforza, seinerseits ein Sohn des Herzogs Giovanni Riario Sforza, Principe di Ardore, und der Prinzessin Myrta Barberini Sciarra. Als Künstlernamen nahm er den Familiennamen seiner Mutter an; damit erinnert sein Name an Papst Urban VIII., der aus der Familie Barberini stammte. 2018 heiratete er seine langjährige Lebensgefährtin Viviana Broglio, mit der er einen Sohn Maffeo hat.
Er wurde früh für den Film engagiert; sein gutes Aussehen – groß, blond, klare Augen – verhalfen ihm zu einer Hauptrolle in Carlo Lizzanis Fernsehfilm Nata d'amore nach der Autorin Liala. Danach spielte er in einigen Horror- und Fantasyfilmen, aber auch für Franco Zeffirelli. Nach einer mehrjährigen Pause, in der er sich der Theaterarbeit und Fernsehengagements widmete, kehrte Barberini ab 1996 wieder auf die Kinoleinwände zurück, wenn er auch weiterhin häufig auf dem Bildschirm zu sehen blieb.

## Filmografie (Auswahl)
- 1985: Dämonen 2 (Demoni)
- 1986: Otello
- 1987: Gor
- 1987: Miss Arizona
- 1987: Terror in der Oper (Opera)
- 1987: Until Death (Brivido giallo: Per sempre) (Fernsehfilm)
- 1988: Der Geächtete von Gor (Outlaw of Gor)
- 1989: Dead Eyes (Il gatto nero)
- 1989: Wenn die Masken fallen (Torrents of Spring)
- 1995: Die Bibel – Moses
- 2011: Cinderella – Ein Liebesmärchen in Rom